# Kenny Blank
Pour les articles homonymes, voir Blank.
Kenny Blank est un acteur, compositeur, producteur, monteur, directeur de la photographie, réalisateur et scénariste américain né le 15 septembre 1977 à New York, New York (États-Unis).

## Filmographie

### comme acteur
- 1991 : Un coupable idéal (Carolina Skeletons) (TV) : Linus Bragg
- 1991 : Le Proprio (The Super) de Rod Daniel : Tito
- 1992 : Boomerang de Reginald Hudlin : Kenny
- 1993 : Queen (en) (feuilleton TV) : Henry at 11
- 1993 : Tall Hopes (en) (série TV) : Ernest Harris (âge 14)
- 1995 : The Parent 'Hood (en) (série TV) : Michael Peterson (1995-1997)
- 1998 : Un cadavre sur le campus (Dead Man on Campus) d'Alan Cohn : Luke
- 1999 : L'avocat du mal (en) (Restraining Order) de Lee H. Katzin : Eddie Rush
- 2000 : Le Monstre du campus (Big Monster on Campus) de Mitch Marcus : Jordy
- 2000 : Ginger (série TV) : Darren Patterson (voix)
- 2001 : Le Cadeau de la vie (Delivering Milo) de Nick Castle : Mr. Ralph
- 2001 : Évolution (Evolution) d'Ivan Reitman : Student
- 2001 : Silent Story (en) d'Eduardo Cisneros
- 2005 : Ganked (vidéo) : Hector's brother

### comme compositeur
- 1991 : The Montel Williams Show (en) (série TV)
- 1991 : Le Proprio (The Super)
- 1995 : The Parent 'Hood (en) (série TV)
- 1998 : Twice the Fear (vidéo)

### comme producteur
- 1998 : Twice the Fear (vidéo)
- 2005 : Ganked (vidéo)

### comme monteur
- 1998 : Twice the Fear (vidéo)
- 2005 : Ganked (vidéo)

### comme directeur de la photographie
- 2005 : Ganked (vidéo)

### comme réalisateur
- 1998 : Twice the Fear (vidéo)

### comme scénariste
- 1998 : Twice the Fear (vidéo)